# Носатов, Александр Михайлович
Алекса́ндр Миха́йлович Носа́тов (род. 27 марта 1963, Севастополь, УССР, СССР) — российский военачальник, адмирал (2018). Начальник Главного штаба ВМФ — первый заместитель Главнокомандующего ВМФ России (5 октября 2021 — 8 июля 2024). Командующий Балтийским флотом (17 сентября 2016 — 5 октября 2021).
Находится под персональными санкциями 27 стран ЕС, Великобритании, Канады, Швейцарии и других государств.

## Биография
Родился 27 марта 1963 года в Севастополе.
В 1985 году окончил Черноморское высшее военно-морское училище имени П. С. Нахимова.
Офицерскую службу начал в звании лейтенанта на Тихоокеанском флоте инженером лаборатории цеха технического обслуживания береговой базы (1985—1986), затем последовательно занимал должности командира зенитно-ракетной батареи эскадренного миноносца «Стойкий» (1986—1989), командира зенитного дивизиона ракетно-артиллерийской боевой части эскадренного миноносца «Безбоязненный» (1989—1991), помощника флагманского специалиста по ракетному оружию 36-й дивизии ракетных кораблей (1991—1993), командира ракетно-артиллерийской боевой части эскадренного миноносца «Безбоязненный» (1993—1994), флагманского специалиста по ракетному оружию 36-й дивизии ракетных кораблей (1994—1997), старшего помощника командира гвардейского ракетного крейсера «Варяг» (1997—1998).
В 2000 году окончил Военно-морскую академию имени Адмирала Флота Советского Союза Н. Г. Кузнецова и был назначен командиром эскадренного миноносца «Быстрый» (2000—2002), затем служил начальником штаба (2002—2005) и командиром (2005—2007) 36-й дивизии надводных кораблей Тихоокеанского флота.
15 декабря 2006 года указом президента Российской Федерации присвоено воинское звание «контр-адмирал».
30 мая 2009 года, после окончания Военной академии Генерального штаба Вооружённых сил РФ, назначен командиром Балтийской военно-морской базы Балтийского флота.
Указом президента Российской Федерации от 27 января 2012 года назначен заместителем командующего Черноморским флотом (сменил на этом посту вице-адмирала Сергея Меняйло), а спустя год, 2 февраля 2013 года, назначен начальником штаба — первым заместителем командующего Черноморским флотом.
5 мая 2014 года указом Президента Российской Федерации присвоено воинское звание «вице-адмирал».
С 5 апреля по июнь 2016 года — начальник ВУНЦ ВМФ «Военно-морская академия имени Адмирала Флота Советского Союза Н. Г. Кузнецова».
После увольнения командующего Балтийским флотом вице-адмирала Виктора Кравчука за серьёзные недостатки в работе, 30 июня 2016 года назначен временно исполняющим обязанности командующего Балтийским флотом. Указом президента РФ от 17 сентября 2016 года вице-адмирал Носатов Александр Михайлович назначен на должность командующего Балтийским флотом. 18 октября 2016 года ему вручён штандарт командующего флотом.
Указом президента Российской Федерации от 12 декабря 2018 года присвоено воинское звание «адмирал».
5 октября 2021 года назначен на должность начальника Главного штаба ВМФ России — первого заместителя Главнокомандующего ВМФ России.
8 июля 2024 года освобождён от занимаемой должности и уволен в запас с военной службы.

## Международные санкции
Из-за поддержки российской агрессии и нарушения территориальной целостности Украины во время российско-украинской войны находится под персональными международными санкциями разных стран. С 12 марта 2022 года находится под санкциями всех стран Европейского союза. С 16 сентября 2022 года находится под санкциями Великобритании. С 17 февраля 2015 года находится под санкциями Канады. С 16 марта 2022 года находится под санкциями Швейцарии. С 1 октября 2020 года находится под санкциями Австралии.
Указом президента Украины Владимира Зеленского от 21 июня 2018 находится под санкциями Украины.

## Награды
- Орден «За заслуги перед Отечеством» 4 степени
- орден «За военные заслуги»[15];
- орден «За морские заслуги» (2011)[16];
- медаль ордена «За заслуги перед Отечеством» II степени;
- юбилейная медаль «300 лет Российскому флоту» (1996);
- юбилейная медаль «70 лет Вооружённых Сил СССР» (1988);
- медали «За отличие в воинской службе» I и II степени;
- медаль «За безупречную службу» III степени;
- медаль «За участие в военном параде в День Победы»;
- медаль «За возвращение Крыма» (2014);
- медаль «Стратегическое командно-штабное учение „Кавказ 2012“» (2012);